# Эль-Барадеи, Мохаммед
Моха́ммед Моста́фа эль-Бара́деи (араб. محمد مصطفى البرادعى‎ [mæˈħæmmæd mosˈtˤɑfɑ (ʔe)lbæˈɾædʕi]; род. 17 июня 1942, Каир) — египетский дипломат, общественный и политический деятель, генеральный директор Международного агентства по атомной энергии (МАГАТЭ) с 1997 по 2009 год, лауреат Нобелевской премии мира 2005 года. Вице-президент Египта с 9 июля 2013 года по 14 августа 2013 года.

## Начало карьеры
Эль-Барадеи закончил Каирский университет в 1962 году по специальности «право». В 1974 защитил докторскую диссертацию по международному праву на юридическом факультете Нью-Йоркского университета.
Дипломатическую карьеру начал в 1964 году, поступив на службу в министерство иностранных дел Египта. Был сотрудником постоянных представительств Египта при ООН в Нью-Йорке и Женеве. В 1980 году назначен на должность старшего научного сотрудника Учебного и научно-исследовательского института ООН (англ. United Nations Institute for Training and Research), где курировал Программу международного права.
С 1984 года занимал руководящие должности в Секретариате МАГАТЭ — пост юрисконсульта МАГАТЭ (1984—1993) и помощника Генерального директора по внешним связям (1993—1997).
Эль-Барадеи — член Ассоциации международного права (англ. International Law Association) и Американского общества международного права (англ. American Society of International Law).

## Карьера в МАГАТЭ

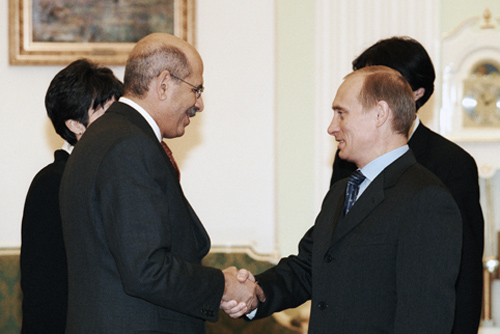
Владимир Путин и Мохаммед эль-Барадеи 10 ноября 2000

### Конфликт с руководством США
Эль-Барадеи заступил на пост Генерального директора МАГАТЭ в 1997 году и был переизбран в 2001. В 1997 году его избрание было сугубо политическим делом, поскольку всего за несколько месяцев до этого по инициативе администрации Билла Клинтона с поста генерального секретаря ООН был отстранён его соотечественник — египтянин Бутрос Бутрос Гали. В качестве компенсации Египет получил другое престижное место.
Перед очередными выборами главы МАГАТЭ, однако, США категорически выступили против переизбрания Мохаммеда эль-Барадеи на ещё один срок (новый глава МАГАТЭ должен приступить к обязанностям 1 декабря 2005 года).
США при этом ссылались на так называемое «Женевское правило» — договорённость 14 крупнейших стран-доноров о том, что одно лицо не может возглавлять международные организации более двух сроков. США формируют четверть бюджета МАГАТЭ.
Сам эль-Барадеи пользуется поддержкой большинства членов Совета управляющих МАГАТЭ. Его предшественник, Ханс Бликс, возглавлял МАГАТЭ четыре срока — 16 лет.
Мохаммед эль-Барадеи зарекомендовал себя компетентным руководителем. МАГАТЭ под его руководством не навлекла на себя подозрений в коррупции или иных нарушениях. За семь лет работы эль-Барадеи не испортил отношений ни с кем из стран-членов, кроме США. Чтобы заблокировать его переизбрание, нужно было, чтобы против него проголосовали двенадцать из 35 стран, входящих в Совет управляющих МАГАТЭ.

### МАГАТЭ и Саддам Хусейн
Конфликт между США и Мохаммедом эль-Барадеи берёт своё начало в 2002, когда США обвинили иракский режим Саддама Хусейна в обладании оружием массового поражения и потребовали от инспекторов ООН доказать это. Руководство проверкой было возложено на эль-Барадеи и Ханса Бликса. Проверка не принесла результатов, и за две недели до вторжения в Ирак в марте 2003 года эль-Барадеи заявил, что «международные инспекторы не нашли в Ираке никаких свидетельств работ по созданию ядерного оружия». США обвинили ООН в некомпетентности и направили в Ирак свои войска. Тогда больше всего пострадал Ханс Бликс, которому пришлось покинуть ООН.
Впоследствии, оказалось, что МАГАТЭ и эль-Барадеи были правы. За несколько лет продолжающейся американской оккупации никакого оружия массового поражения в Ираке найдено не было.

### МАГАТЭ и Иран
Более серьёзный конфликт был вызван обвинениями США против Ирана в том, что Иран нарушает режим нераспространения и пытается создать атомную бомбу. Мохаммед эль-Барадеи и Совет управляющих МАГАТЭ отказались поддержать США в их обвинениях, а инспекции МАГАТЭ нашли нарушения Ирана слишком незначительными.

### МАГАТЭ обвиняет американские войска
И наконец, последней причиной для недовольства стала переданная одной из американских газет в октябре 2004 года, незадолго до президентских выборов в США, информация о том, что американские военные потеряли в Ираке 377 тонн взрывчатки, хранившейся к началу боевых действий на военном комплексе «Аль-Какаа» в 30 милях к югу от Багдада, но затем из-за халатности американцев оказавшейся разворованной. При Саддаме Хусейне здесь собирались ракеты с обычными боезарядами. После первой войны в Персидском заливе сотрудники МАГАТЭ демонтировали здесь компоненты ядерной программы Ирака. После вторжения в страну в марте 2003 года англо-американских войск военный объект перешёл под контроль многонациональной коалиции. 10 октября 2004 года Иракское временное правительство известило МАГАТЭ о факте пропажи этих материалов. Взрывчатка, по оценкам правительства, исчезла в период после апреля 2003 года.
Эта информация стала серьёзным ударом по репутации администрации Джорджа Буша и была использована в своей кампании противником Буша — Джоном Керри. В Белом доме заподозрили, что МАГАТЭ нарочно организовало утечку, чтобы не допустить переизбрания Джорджа Буша. В ответ США обвинили в пропаже российские спецслужбы, которые якобы вывезли взрывчатку в Сирию.
12 октября Мохаммед эль-Барадеи заявил, что из Ирака пропало и огромное количество ядерного оборудования, которое имеет двойное назначение, а потому может быть использовано для создания оружия массового уничтожения.
США после ввода коалиционных войск в Ирак практически отказались предоставить экспертам МАГАТЭ возможности для инспектирования ядерных объектов Ирака. Инспекции под американским контролем проводились лишь летом 2003 года, а в августе того же года, после теракта у представительства ООН в Багдаде, были окончательно прекращены.
Даже в этих условиях эксперты МАГАТЭ выяснили, что после оккупации Ирака на разграбление мародёрам был оставлен ряд объектов ядерной программы Саддама Хусейна — в частности, комплекс в Тувейсе (20 км южнее Багдада).

### Американцы обвиняют МАГАТЭ
Вскоре после выборов, в начале декабря, по окончании последней сессии МАГАТЭ, на которой Иран был вновь оправдан, высокопоставленный американский дипломат обвинил эль-Барадеи в том, что он содействует иранскому руководству.
В американских СМИ подчёркивалось, что Мохаммед эль-Барадеи — араб и мусульманин. Таким образом, ставилась под сомнение его объективность. Газета «The Washington Post» сообщила, что ЦРУ прослушивало телефонные разговоры эль-Барадеи с иранскими официальными лицами, чтобы проверить, не помогает ли глава МАГАТЭ Тегерану. Прослушивание не дало результатов — тем более, что Мохаммед эль-Барадеи ещё весной 2004 года заявил в интервью, что он всегда начеку, поскольку не исключает, что его телефонные разговоры могут прослушивать.
Семья директора МАГАТЭ также не даёт повода для подозрений — его жена Аида работает школьной учительницей, а дети живут в Лондоне и не связаны с ядерной сферой или иным бизнесом.

### США пересматривают свою позицию
9 июня 2005 года государственный департамент США всё же объявил, что будет голосовать за избрание Мохаммеда эль-Барадеи в третий раз руководителем МАГАТЭ. Несмотря на недовольство его позицией, США, видимо, не смогли набрать необходимое для его смещения количество голосов стран — членов Совета управляющих международного агентства. Эль-Барадеи оказался единственным кандидатом, выдвинутым в установленные регламентом сроки.
Его кандидатуру 13 июня единогласно поддержали представители всех 35 стран, входящих в Совет управляющих. «Я продолжу следовать высоким принципам и ценностям международной гражданской службы, каковыми являются беспристрастность и независимость», — пообещал эль-Барадеи после своего избрания.
Наблюдатели полагают, что согласие США на переизбрание эль-Барадеи может быть обусловлено будущими его уступками по острейшим для США северокорейскому и иранскому ядерным досье.
Эль-Барадеи сам уже предпринял некоторые шаги, чтобы улучшить мнение о себе в глазах США. Его позиции стали более жёсткими: так, в начале мая 2005 года он заявил, что Северная Корея уже накопила плутония на 6 ядерных боезарядов.
На позицию США, по-видимому, также повлияли события в сфере нераспространения оружия массового уничтожения, повысившие значение МАГАТЭ и его руководителя. Одним из важнейших стал провал состоявшейся в мае 2005 Конференции по рассмотрению действия ДНЯО. Этот форум не смог прийти к единому мнению ни о состоянии дел с соблюдением Договора, ни о мерах по укреплению режима нераспространения.
Специалисты отмечают также, что МАГАТЭ усилила активность в отношении Ирана. Общее число инспекций иранских ядерных объектов составило с февраля 2003 по май 2005 почти 1200 человекодней.

## Политика Египта

### Участие в антиправительственных демонстрациях в Египте

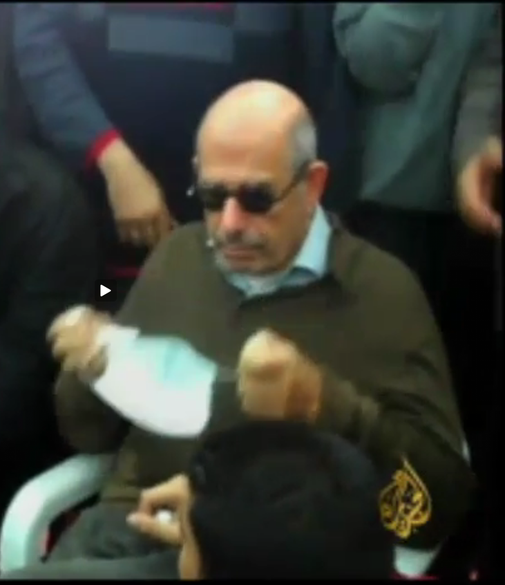
Мохаммед эль-Барадеи во время пятницы гнева

14 января 2011 года произошёл государственный переворот в Тунисе, после чего часть населения других арабских стран, таких, как Йемен и Египет, также потребовали смены власти. В отличие от Туниса, с его относительно развитой политической системой, в Египте институционализированная оппозиция как таковая практически отсутствовала, поэтому участники акций протеста, начавшихся в этой стране, не были сосредоточены вокруг каких-либо политических структур, а представляли собой лишь простых людей, движимых своим собственным недовольством действующей властью. В связи с отсутствием среди демонстрантов явного лидера, некоторые политологи предположили, что в случае свержения президента Хосни Мубарака именно Мохаммед эль-Барадеи мог бы стать новым главой египетского государства. 28 января он прибыл в Египет и заявил о том, что присоединяется к оппозиции и готов принять власть, после чего был помещён под домашний арест в Каире.

### Участие в президентских выборах Египта
Изначально эль-Барадеи не объявлял намерения стать президентом Египта. В интервью 4 февраля он сказал, что займёт пост только если народ Египта попросит его об этом. 10 марта он заявил, что готов баллотироваться на пост президента в демократических выборах, однако в дальнейшем он от участия в выборах отказался.

### Дальнейшее участие в политике Египта
В апреле 2012 года М. эль-Барадеи заявил о создании своей партии для достижения целей революции. По его словам, партия будет находиться выше какой-либо идеологии, а будет стремиться достичь демократии. Партия получила название Конституционной.
Сыграл важную роль в поддержке военного переворота 3 июля 2013 года. На следующий день, 4 июля 2013 года молодёжное оппозиционное движение «Тамарруд» (в переводе с арабского — «бунт») выдвинуло кандидатуру Мухаммеда Эль-Барадеи на пост премьер-министра республики. Об этом сообщил информационный портал «Аль-Яум ас-Сабиа».
9 июля 2013 указом и. о. президента Адли Мансура назначен на должность вице-президента Египта. 14 августа подал в отставку в знак протеста против кровопролитного разгона сидячих забастовок Братьев-мусульман, в котором погибло не менее 525 человек.
Объявил, что выставит свою кандидатуру на президентских выборах 2014 года, но так этого и не сделал.

## Награды

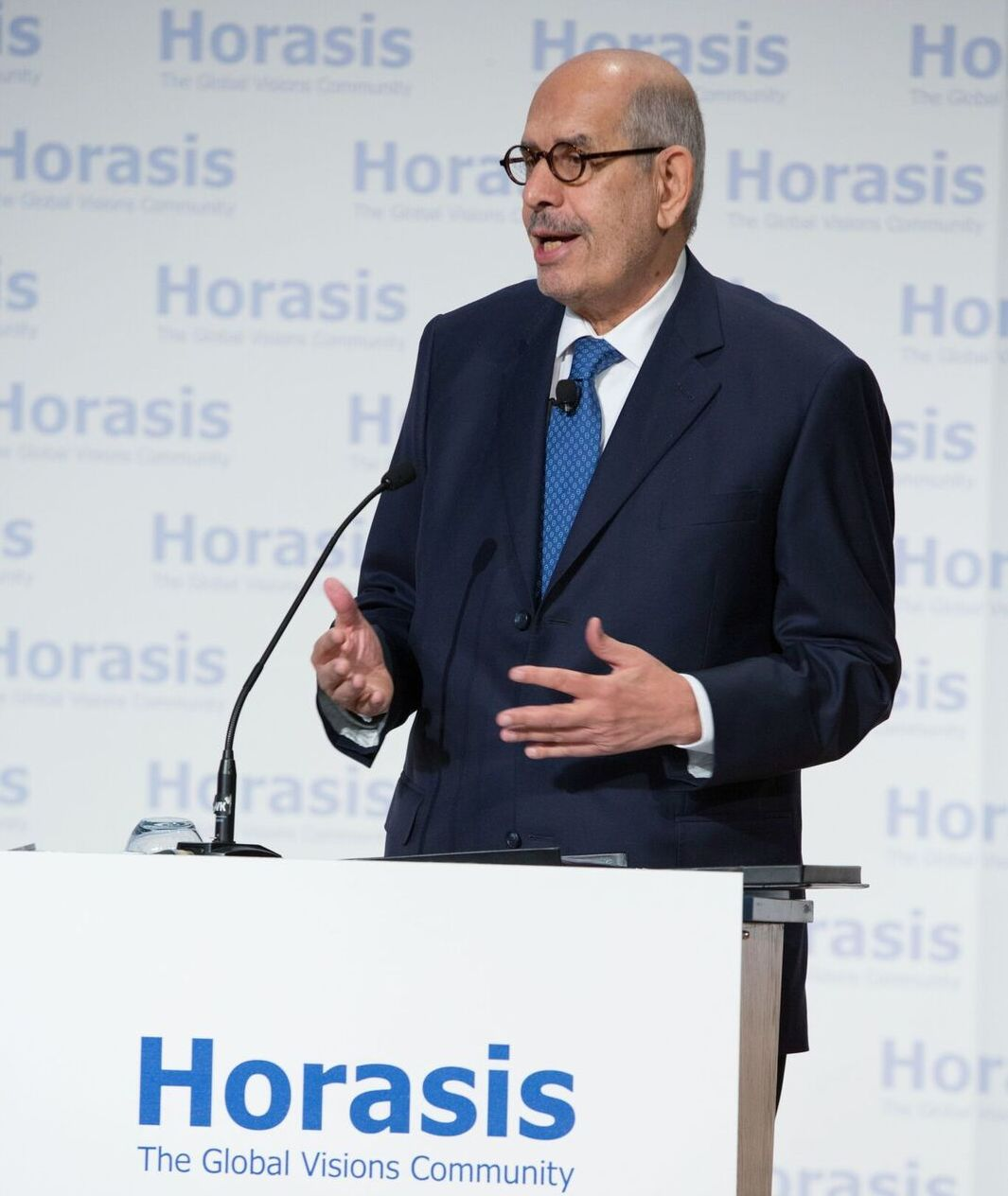
Эль-Барадеи в 2018 году

- Орден Франциска Скорины (4 мая 2006 года, Белоруссия) — за особые заслуги в благотворительной деятельности, успешное осуществление в Республике Беларусь гуманитарных проектов, значительный личный вклад в отстраивание и реабилитацию районов, пострадавших в результате катастрофы на Чернобыльской АЭС[9].
- Нагрудный знак МИД России «За вклад в международное сотрудничество» (2007)[10].
- Национальный орден Заслуг (Алжир, 7 января 2007)[11].
- Большой крест со звездой и плечевой лентой ордена «За заслуги перед Федеративной Республикой Германия» (Германия, 2010).

### Нобелевская премия мира
7 октября 2005 года Нобелевский комитет в Осло объявил о присуждении Нобелевской премии мира Международному агентству по ядерной энергии и его главе Мохаммеду эль-Барадеи. Вручение премии, которая составляет 10 миллионов шведских крон, состоялось в декабре 2005 года в норвежской столице.